# Halkær Sø
Halkær Sø er et naturgenopretningsprojekt i Himmerland, beliggende i den brede Halkær Ådal som ved Halkær Mølle, i  stenalderen var en fjordarm. Engene har tidligere været afvandede  landbrugsarealer, beskyttet bag diger og pumpestationer, men de har sat sig igennem tiden, og det førte til at Halkær-Ejdrup pumpelag iværksatte processen med at oprette den 100 ha store sø, der blev indviet 11. juni 2006. 
Søen blev anlagt af Nordjyllands Amt med støtte fra Vandmiljøplan II, og er privatejet. Fra Halkær Mølle er der stiforbindelse ned til søen. Ved søens nordlige ende lå tidligere  Halkær Hovedgård og  Halkær Voldsted, hvor der er etableret lejrplads med shelters. Fra cykelstien på den nedlagte Nibe-Hvalpsund Jernbane er der en god udsigt over søen. 
Søen og området omkring er EU-habitatområde og en del af Natura 2000-plan 15 Nibe Bredning, Halkær Ådal og Sønderup Ådal.

## Eksterne kilder og henvisninger
- Aalborg Kommune om området (Webside ikke længere tilgængelig)
- Naturstyrelsen Arkiveret 29. april 2011 hos  Wayback Machine
- Dansk Ornitologisk Forening Arkiveret 27. januar 2022 hos  Wayback Machine

56°54′51.3″N 9°34′14.29″Ø / 56.914250°N 9.5706361°Ø